# Peñaflor (Cile)
Peñaflor è un comune del Cile della provincia di Talagante. Si trova nella Regione Metropolitana di Santiago. Al censimento del 2002 possedeva una popolazione di 66.619 abitanti.

## Società

### Evoluzione demografica
| Censimento del 1992 | Censimento del 2002 |
| 50.187 ab.          | 66.619 ab.          |